# Assédio
Assédio est une série télévisée brésilienne produite par Estúdios Globo et O2 Filmes et diffusée à l'origine par le service de streaming Globoplay. Il a été rendu disponible le 21 septembre 2018 sur la plateforme avec 10 épisodes. Écrit par Maria Camargo, avec des scénarios de Bianca Ramoneda, Fernando Rebello et Pedro de Barros, réalisé par Guto Arruda Botelho et Joana Jabace, direction générale par Joana Jabace et direction artistique par Amora Mautner.

## Synopsis
Roger Sadala (Antonio Calloni) est un médecin publiquement respecté et renommé dans le domaine de la fécondation humaine, qui cache un autre visage sombre derrière une fausse intégrité. Lorsque sa réceptionniste Daiane (Jessica Ellen) brise le silence et le dénonce pour harcèlement, plusieurs autres victimes se joignent à elle avec des histoires similaires, notamment des abus sexuels. Qui donne la parole aux victimes est la journaliste Mira (Elisa Volpatto), qui compile les histoires racontées dans chaque épisode par d'autres femmes : Stela (Adriana Esteves), Eugênia (Paula Possani), Maria José (Hermila Guedes) et Vera (Fernanda D ' Umbra).

## Distribution

### Acteurs principaux
- Antonio Calloni : Dr Roger Sadala
- Elisa Volpatto : Mira Simões
- Adriana Esteves : Stela Nascimento
- Jéssica Ellen : Daiane de Palma
- Hermila Guedes : Maria José
- Paula Possani : Eugênia Constantino
- Fernanda D'umbra : Vera
- Paolla Oliveira : Carolina Malfatti
- Mariana Lima : Glória Sadala
- Sílvia Lourenço : Clarice Sadala
- Juliana Carneiro da Cunha : Olímpia Sadala
- Bianca Müller : Tamires Sadala
- Gabriel Muglia : Henrique Sadala

### Invités
- João Miguel : Odair José Miranda
- Jarbas Homem de Mello : Werther
- Denise Weinberg : Julieta Nascimento
- Pedro Nercessian : Pedro Paulo
- Luana Tanaka : Duda
- Noemi Marinho : Abigail
- Monica Iozzi : Carmen
- Gabriel Godoy : Leandro
- Vera Fischer : Haydée
- Sabrina Greve : Leila
- Bete Coelho : Suzana Almendra
- Bárbara Paz : Lorena
- Felipe Camargo : Ronaldo Constantino
- Celso Frateschi : Milton
- Paulo Miklos : Artur Castelo
- Dani Ornellas : Niara Flores
- Susana Ribeiro : Irene Navarro de Mello
- Theo Werneck : Francisco Navas
- Marco Antônio Pâmio : Neville
- Leonardo Netto : Homero
- Beatriz Damini : Maria Antônia
- Kiko Vianello : Emir Jarouche
- Simone Iliescu : Elisa
- Séfora Rangel : Socorro
- Aury Porto : Rubinho
- Wanderlucy Bezerra : Lurdinha
- Elvis Chelton : Domênico
- Mariana Leme : Ingrid
- Daniel Granieri : Alan
- Ricardo Ripa : Evandro Loyola
- Henrique Schäffer : Oswaldo Badin

## Épisodes
1. Stela[3]
2. Eugênia
3. Maria José
4. Vera
5. Daiane
6. Eva
7. As Vozes
8. O Processo
9. O Julgamento
10. A Busca

## Réception
Audience sur Rede Globo
Avec la diffusion des débuts promotionnels de la série le 15 octobre 2018, elle a obtenu 24,9 points, le score le plus élevé de tous les programmes diffusés après les feuilletons de 21h00.
La diffusion du premier épisode le 3 mai 2019, a enregistré 13,7 points, ne changeant pas l'audience.

## Récompenses et nominations
| Année | Prix            | Catégorie            | Indiqué         | Résultat | Réf   |
| ----- | --------------- | -------------------- | --------------- | -------- | ----- |
| 2018  | Troféu APCA     | Meilleur acteur      | Antonio Calloni | Indiqué  | ,     |
| 2018  | Troféu APCA     | meilleur réalisateur | Amora Mautner   | a gagné  | ,     |
| 2018  | Troféu APCA     | Melhor Atriz         | Adriana Esteves | Indiqué  | ,     |
| 2019  | Melhores do Ano | acteur de série      | Antonio Calloni | Indiqué  | [ 7 ] |
| 2019  | Melhores do Ano | actrice de série     | Adriana Esteves | a gagné  | [ 7 ] |